# Prochola chalcothorax
Prochola chalcothorax Meyrick, 1932 è un lepidottero appartenente alla famiglia Elachistidae, endemico del Brasile.